# Parancistrocerus macfarlandi
Parancistrocerus macfarlandi är en stekelart som först beskrevs av Cameron 1909.  Parancistrocerus macfarlandi ingår i släktet Parancistrocerus och familjen Eumenidae. Inga underarter finns listade i Catalogue of Life.